# Volver a empezar
Volver a empezar es una película dramática española dirigida por José Luis Garci en 1981 y estrenada en 1982. Narra la historia de un exiliado que, tras la reinstauración de la democracia en España, regresa a su ciudad natal, donde se vuelve a encontrar con la mujer que fue el amor de su juventud.
Inicialmente fue muy mal recibida por la crítica española, pero en Estados Unidos obtuvo el premio Óscar a la mejor película extranjera, que hasta entonces ninguna producción española había ganado. Gracias a este reconocimiento internacional, se convirtió en un éxito comercial en su propio país.

## Argumento

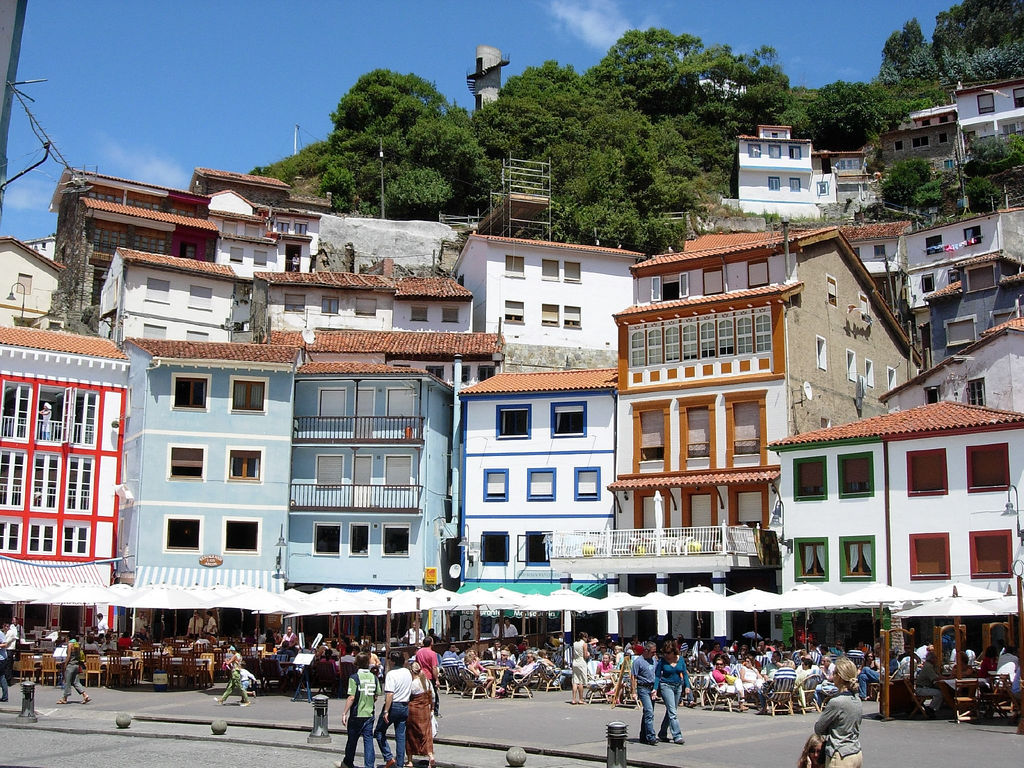
Cudillero, pueblo de la costa asturiana, uno de los lugares visitados por los protagonistas de la película.

La historia de la película se desarrolla en el año 1981. Antonio Miguel Albajara, profesor de Literatura en la Universidad de California en Berkeley, es un famoso escritor. Después de recibir en Estocolmo el Premio Nobel de Literatura, y por un motivo que nadie más conoce, decide regresar a Gijón, su tierra natal y pasar un tiempo con Elena, el amor de su juventud.
Cuando el escritor está hospedado en el Hotel Asturias, recibe la llamada del rey Juan Carlos I, que le felicita por el premio. Tras esta llamada, varios medios de comunicación descubren dónde se hospeda y quieren entrevistarle; pero como él quiere estar con Elena, pide a Losada, el gerente del hotel, que haga lo posible para que no le molesten. Elena y Antonio recorren juntos varios lugares de Asturias, asistiendo a un partido del Real Sporting de Gijón, equipo en el que había jugado como centrocampista.
Después de haber pasado este tiempo juntos, Albajara regresa a Berkeley para seguir dando clase en la universidad.
La película finaliza con una dedicatoria del director: «Quiero rendir homenaje a los hombres y mujeres que empezaron a vivir su juventud en los años treinta; y en especial, a los que aún están aquí, dándonos ejemplo de esperanza, amor, entusiasmo, coraje y fe en la vida. A esa generación interrumpida, gracias».

## Comentarios
El director dijo que se trata de una historia cuyos protagonistas tienen que remontar la angustia de la época de su juventud, la de la guerra civil, y, para hacer bien las cosas, deben volver a empezar tras la implantación de la democracia en España. También quiso mostrar que los mayores también se aman, y que no solo se tienen cariño o afecto como muchos creen. El tema de partida es el de la figura del exiliado que tuvo que marcharse de España contra su voluntad. También explicó que el vitalismo de los protagonistas debería ser un ejemplo para los españoles, que no deben mirar al pasado, sino seguir de frente hacia al futuro. Para su director la idea central de la película es que «solo se envejece cuando no se ama», frase que fue utilizada poco después por la ONU en una asamblea sobre la Tercera Edad celebrada en Viena.
Por otro lado, el crítico Óscar Pereira Zazo observa paralelismos entre Volver a empezar y Asignatura pendiente —otra película de Garci— como son la nostalgia hacia al pasado y las dedicatorias que se muestran relacionadas entre sí. Se trata de dos generaciones que se vieron afectadas por la dictadura franquista, la de los años 1930 y la de los 1970.

## Producción

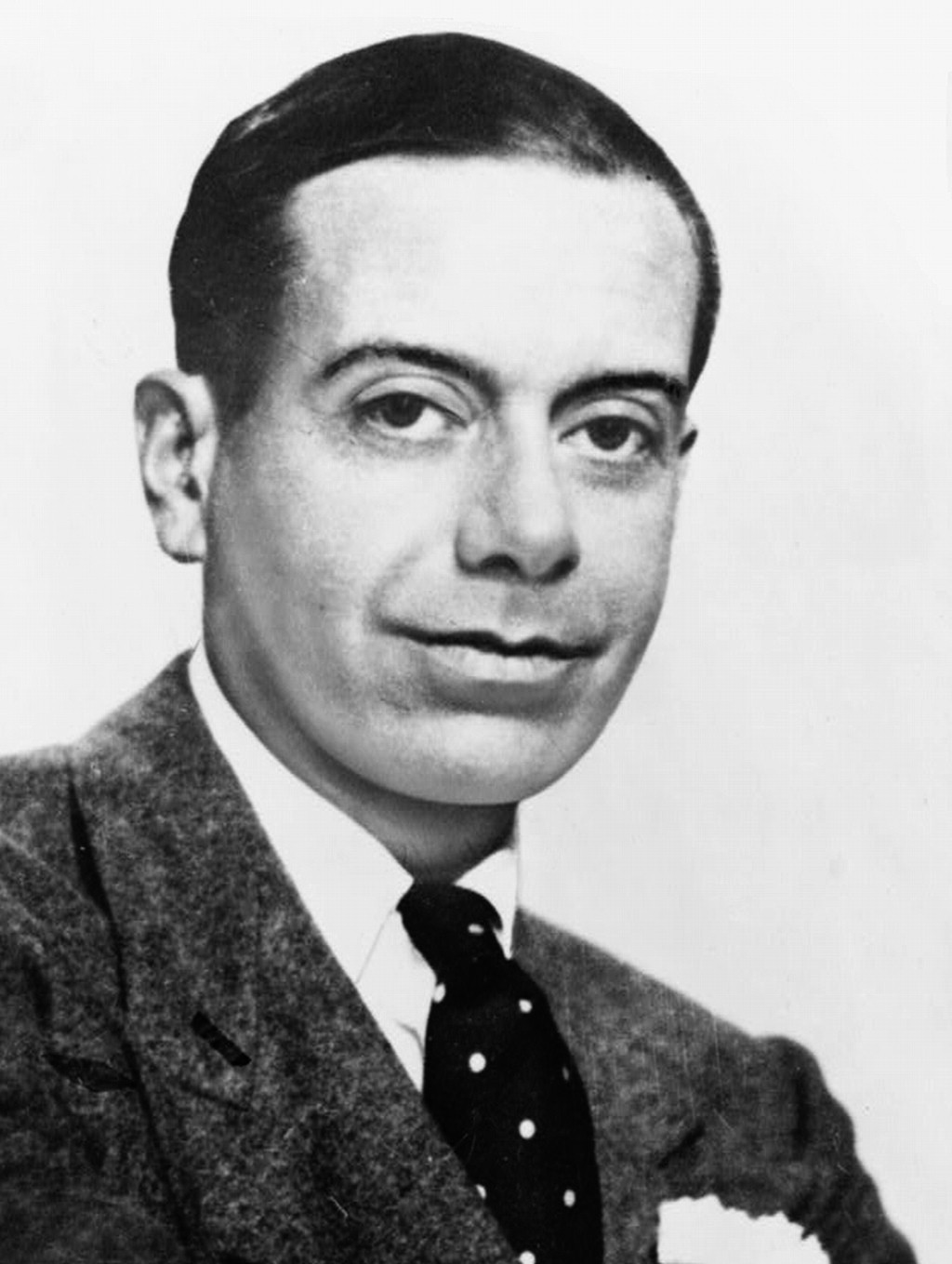
El compositor estadounidense Cole Porter (1891 - 1964), autor de la canción «Begin the Beguine», principal tema musical de la película.

El proyecto nació cuando Alfonso Sánchez Martínez le propuso a José Luis Garci que realizara una película de los jóvenes eternos como Edgar Neville y Miguel Mihura. A Garci le gustó la idea y recordó a Albajara, un amigo poeta de su padre durante la guerra civil española, que fue llevado a un campo de concentración y falleció a finales de los años 1940. Decidió ampliar esta historia, pensando en qué hubiera podido pasar si ese escritor siguiera vivo y hubiera vuelto a su ciudad natal. En el verano del mismo año, junto con Ángel Llorente, comenzó a escribir el guion centrándose en la historia de amor de Antonio Albajara con Elena, sus amigos, el paisaje y la vida, aunque también incluiría su posición a favor del rey Juan Carlos I después del intento de golpe de Estado del 23-F. La película se llamaría Begin the Beguine en honor a la canción de Cole Porter, sin embargo un problema con los herederos de los derechos de autor hizo que cambiasen el título por Volver a empezar.

### Reparto
Garci siempre quiso que interpretaran los papeles principales Antonio Ferrandis, Encarna Paso, Agustín González y José Bódalo. Al primero lo eligió por su interpretación del personaje Chanquete en la serie de televisión Verano Azul, y al último, porque le había prometido, durante el rodaje de El crack, que le daría un papel más importante en su siguiente película. Antes del comienzo de la producción  habló con los cuatro por si alguno decidiera no participar, pero todos aceptaron la propuesta.
- Antonio Ferrandis (Antonio Albajara) valoró al personaje de Antonio como un gran intelectual y persona, convirtiéndose para él en el más difícil que realizó en su vida.[16] Según afirma Óscar Pereira Zazo, Garci creó al personaje del protagonista con la intención de reunir un elemento de la cultura popular (el fútbol) y otro de la alta cultura (la literatura).[6]
- Encarna Paso (Elena) es la novia de la juventud de Antonio. El director afirmó que simboliza a las mujeres que nunca envejecen y que se encuentran alejadas de cualquier convencionalismo social con su rebeldía.[8] Sobre la actriz el director afirmó que se trataba de una revelación en el cine español.[7]
- Agustín González interpretó a Gervasio Losada, el gerente del hotel Asturias donde se hospeda Antonio. Un crítico afirmó que se trataba del único personaje que conseguía dar «asideras suficientes para hacer un buen trabajo» al actor que lo interpretó.[18]
- Pedro Ruiz dio voz a Juan Carlos I. La aparición del personaje suscitó cierta polémica, ya que se creyó que la postura de Garci era en contra del rey, lo que él negó.[1]
- José Bódalo interpretó a Roxu, el mejor amigo de Antonio. Roxu es un médico que pertenece a la junta directiva del Sporting. Para la conversación entre Ferrandis y Bódalo en la que el escritor explica a su amigo que le quedan seis meses de vida, estuvieron entre diez y doce días haciendo ensayos con los decorados.[12] Para conseguir que a Bódalo se le humedecieran los ojos en la escena, el propio actor pidió a Garci que pusiera el «Canon» de Johann Pachelbel (1653 - 1706).[14]

### Resto del Reparto
| Actor/Actriz            | Personaje                |
| ----------------------- | ------------------------ |
| Pablo del Hoyo          | Sabino, el botones       |
| Marta Fernández Muro    | Carolina, la telefonista |
| Pablo Hoyos             | Ernesto                  |
| Manuel Vega-Arango      | Manuel Vega-Arango       |
| Alfonso Cabeza          | Alfonso Cabeza           |
| Luis Fernández de Eribe |                          |
| Antonio Maceda          | Antonio Maceda           |

En el apartado de la dirección artística colabora por primera vez con Gil Parrondo, en quien estaba interesado Garci tras ver los decorados que había realizado en las películas de Samuel Bronston. Mientras que el montaje, que duró 4 meses, corrió a cargo de Miguel González-Sinde que lo calificó de «bastante complicado», por el necesario ajuste con la música.
El rodaje de la película comenzó el 27 de septiembre y finalizó en noviembre de 1981. El director rodó los exteriores en Asturias: Gijón, Covadonga, Cudillero, Cangas de Onís, Deva, Pola de Lena, lago Enol, San Esteban de Pravia, Roces y Mareo; también rodó en California (Estados Unidos): San Francisco, Berkeley y Sausalito; y la mayoría de los interiores en los estudios Cinearte S.A de Madrid,
 a excepción de las escenas del hotel que se rodaron en el propio hotel Asturias.
Las escenas del partido de fútbol en El Molinón entre el Sporting de Gijón y el Atlético de Madrid fueron filmadas el 29 de marzo de 1981.

### Banda sonora
Desde que empezó el proyecto Garci quiso que en la banda sonora de su película estuviera presente el «Canon» de Johann Pachelbel. Algunos críticos han manifestado que es para simbolizar la cultura europea y «Begin the Beguine» de Cole Porter, para la americana, sobre esta última Garci afirmó que usaron una versión del año 1937, como recuerdo de la época en la que los protagonistas eran jóvenes. Las versiones para piano fueron interpretadas por Jesús Glück.
Todos los  actores se doblaron a sí mismos en los estudios Sincronía de Madrid, con la única excepción de Encarna Paso que fue doblada por Lola Cervantes. Pedro Ruiz pone la voz al rey Juan Carlos I, quien no aparece físicamente en ningún momento.

## Recepción

### Taquilla
Se estrenó el 11 de marzo de 1982 en Oviedo y Gijón, donde tuvo una buena acogida, mientras que en el resto del país no lo haría hasta el 29 del mismo mes. Fuera de la región asturiana no tuvo mucho éxito. Sin embargo, su elección como representante española para el Óscar y la posterior consecución del premio, hicieron que la película se volviera a estrenar con mucha mayor fortuna. Solo en la primera semana del reestreno consiguió recaudar 20 millones de pesetas.
 Al final, alcanzó en España los 862.264 espectadores.
Tras ser nominada a los Óscar, la Fox compró los derechos de distribución en Estados Unidos a Enrique Herreros. Para conseguir que finalmente consiguiera el galardón, tanto Herreros como Garci recorrieron la ciudad de Los Ángeles para controlar las 17 salas de proyección que había conseguido la distribuidora. Tras la consecución del premio la película se estrenó en Argentina, Colombia, Australia, Hungría y México.

### Crítica
Al principio fue bastante mal recibida. Así, por ejemplo, un crítico del diario El País escribió que era una película «morosa y hueca» cuyos personajes, con la excepción del interpretado por Agustín González, «no aportan una mayor clarificación, establecidos como están en líneas muy generales, sin el soporte del suficiente análisis psicológico», y que sus actores no encontraron «asideras suficientes para hacer un buen trabajo». Por su parte José Luis Guarner afirmó que era una «blanca, blanquísima aleluya de sonrisas y lágrimas, fútbol y nostalgia, amor y tercera edad».
Con el paso del tiempo, la valoración de los críticos fue mejorando. Pablo Kurt comentó en FilmAffinity que, a pesar de que la historia sea bastante pedante, Garci «consigue hacerla creíble y, a ratos, incluso emocionante», y que lo que verdaderamente consiguió salvarla es la «gran actuación de todo su reparto», con mención especial a José Bódalo, mientras que Joaquín Vallet Rodrigo escribió en Miradas de cine, que usando Garci como base el filme de David Lean Breve encuentro, Volver a empezar sin contener «sorpresas en sus intenciones ni tampoco puntos de giro que condicionen la historia y la hagan avanzar», «sorprende por su sobriedad», y consideró las interpretaciones de Encarna Paso y Antonio Ferrandis como magistrales. Por su parte, la revista Variety estimó que el filme era «sensible, elocuente y agudo, y la dirección, fotografía y montaje impecables».

### Premios
No era la mejor del año española. La cosa estaba entre La Colmena, que yo creo que era la mejor, y Demonios en el jardín. Los partidarios de La Colmena, para no votar a Demonios en el jardín, votaron Volver a empezar y al revés. De rebote, salimos nosotros
José Luis Garci, 30 años después del estreno.

En España, José Luis Garci fue premiado por el Ministerio de Cultura y por la Sociedad General de Autores de España. El Círculo de Escritores Cinematográficos concedió la Medalla a la mejor actriz a Encarna Paso y la Medalla a la mejor fotografía a Manuel Rojas.
En el extranjero, consiguió el premio Ecuménico en el Festival de Montreal, lo que hizo que fuera elegida como candidata española para el Óscar, al ser la única película que había ganado algún premio internacional en ese año. El 11 de abril de 1983 en el Dorothy Chandler Pavilion Volver a empezar se convirtió en la primera película española en conseguir un Óscar. Esto pudo ser debido, a juicio de Diego Galán, a que «una producción cultural en libertad, hecha por una generación nueva, tiene más posibilidades de conexión y de apreciación por un mundo igualmente libre».
La película representó a España en los Premios Oscar con un desempate entre Demonios en el jardín de Manuel Gutiérrez Aragón y la cinta de Garci. Otra de las películas presentadas fue La Colmena de Mario Camus.

- Mira José María, Garci  se ha apuntado a nuestra asociación y quiere llevar a su película a los Óscar, entonces cuando se celebre la votación pues le damos nuestro voto. En esa votación tú serás presidente.
- ¿Yo?
- Sí, claro, al ser el más viejo te respetan más, y así, si se da el caso de que empatan dos películas, tú te posicionas por la de Garci.
Conversación entre Juan Miguel Lamet y José María Forqué en 1982 para la elección de la representante de España a los Premios Oscar.

## Formato doméstico
En 1983, Coleccionistas de Cine la comercializó en VHS, y, en ese mismo año, también fue editada por Vigersa en ese formato. Posteriormente volvió a ser publicada, esta vez en DVD, por Coleccionistas de Cine y en 2003 por El País, dentro de su catálogo Un país de cine. En 2011 volvió a ser editada en DVD, con una presentación del director de la película y una entrevista con él, un documental titulado Volver a empezar 20 años después y el cortometraje de José Luis Garci Alfonso Sánchez. En 2013 se publicó en Blu-Ray Disc con los mismos extras de la edición DVD de 2011 a los que se suman un cartel y secciones de filmografías, premios y opiniones.